# Бирлик (Келесский район)
Бирлик (каз. Бірлік) — село в Келесском районе Туркестанской области Казахстана. Административный центр Бирликского сельского округа. Находится примерно в 53 км к юго-западу от районного центра. Код КАТО — 515445100.

## Население
В 1999 году население села составляло 2312 человек (1168 мужчин и 1144 женщины). По данным переписи 2009 года, в селе проживало 2447 человек (1233 мужчины и 1214 женщин).